# Tom Rosqui
Tom Rosqui, född 12 juni 1928 i Oakland, Kalifornien, död 12 april 1991 i Los Angeles, Kalifornien (i cancer), var en amerikansk skådespelare.
Han är känd för sin roll som Rocco Lampone i de två första Gudfadern-filmerna.